# Petneházy Dávid

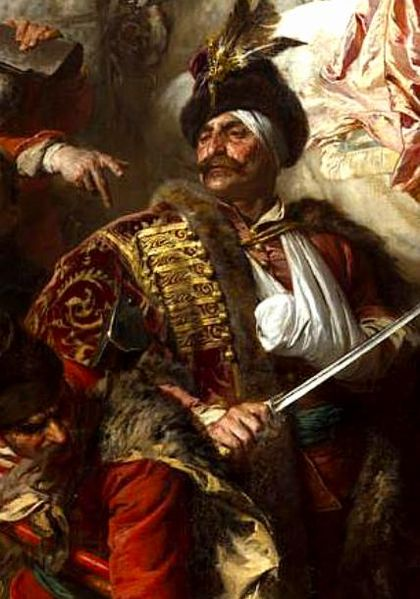
Petneházy alakja Benczúr Gyula híres festményén

Petneházy Dávid (1645? – 1686 vége/1687 eleje) kuruc kapitány, majd ezredes Thököly Imre seregében, később pedig I. Lipót császár-király ezredese.

## Élete
Szabolcs vármegyéből származó nemesember volt. Az 1670-es évek második felében tűnt fel az akkor bujdosóknak nevezett kurucok között. Az 1678-79-es harcokban Thököly seregének egyik legismertebb, merész lovaskapitányaként harcolt. Jelentős szerepe volt abban, hogy Thököly 1679. november 3-án, Újfalunál, az úgynevezett szikszói csatában nagy győzelmet aratott de la Borde tábornok, a sárospataki császári parancsnok serege felett. Részt vett Thököly felső-magyarországi hadjárataiban, továbbá a törökökkel szövetségben, Bécs 1683-as ostromában is.
A törökök Bécs alatt elszenvedett súlyos veresége után a császáriak megkezdték a a török kiűzését Magyarországról, és felszámolták Thököly felső-magyarországi fejedelemségét is. Ennek során igyekeztek minél több magyart Thököly oldaláról átcsábítani a császári oldalra. Az I. Lipót császár által 1685. június 19-én kibocsátott amnesztia mások mellett név szerint megemlítette Petneházyt is, „megtérése” esetére kegyelmet ígérve.
Thökölyt – a szövetségesi kapcsolat ellenére – a váradi pasa 1685. október 15-én árulóként elfogatta. Fogságából csak 1686. január 2-án bocsátották szabadon. Thököly elfogatásának hírére Petneházy – ezredével együtt – átállt I. Lipót császár oldalára. 1685-ben és 1686-ban császári szolgálatban sikeresen harcolt a törökök ellen (Szarvas és Arad visszafoglalása). Haditetteiért 1686. januárjában Lipót aranylánccal jutalmazta.

## Buda visszafoglalása

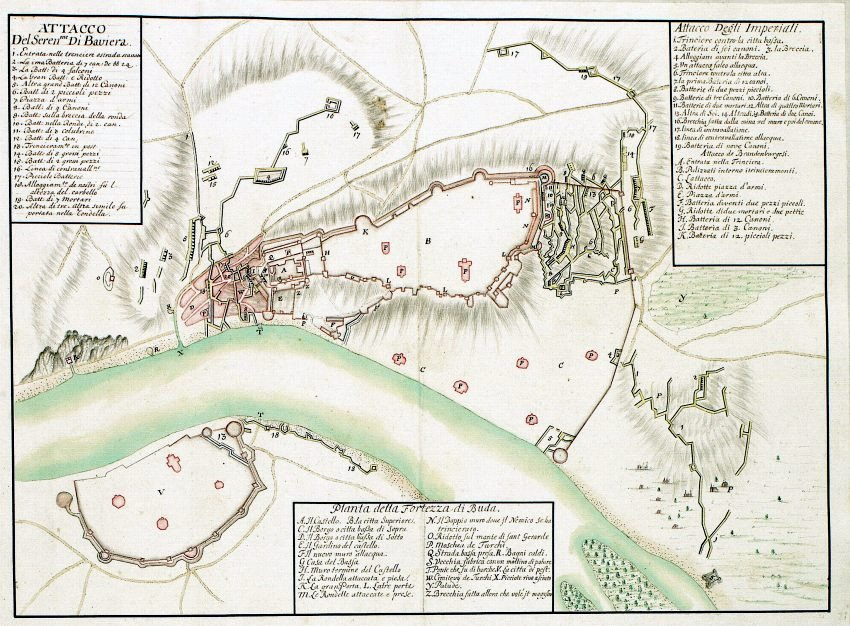
Buda és Pest térképe 1686-ból

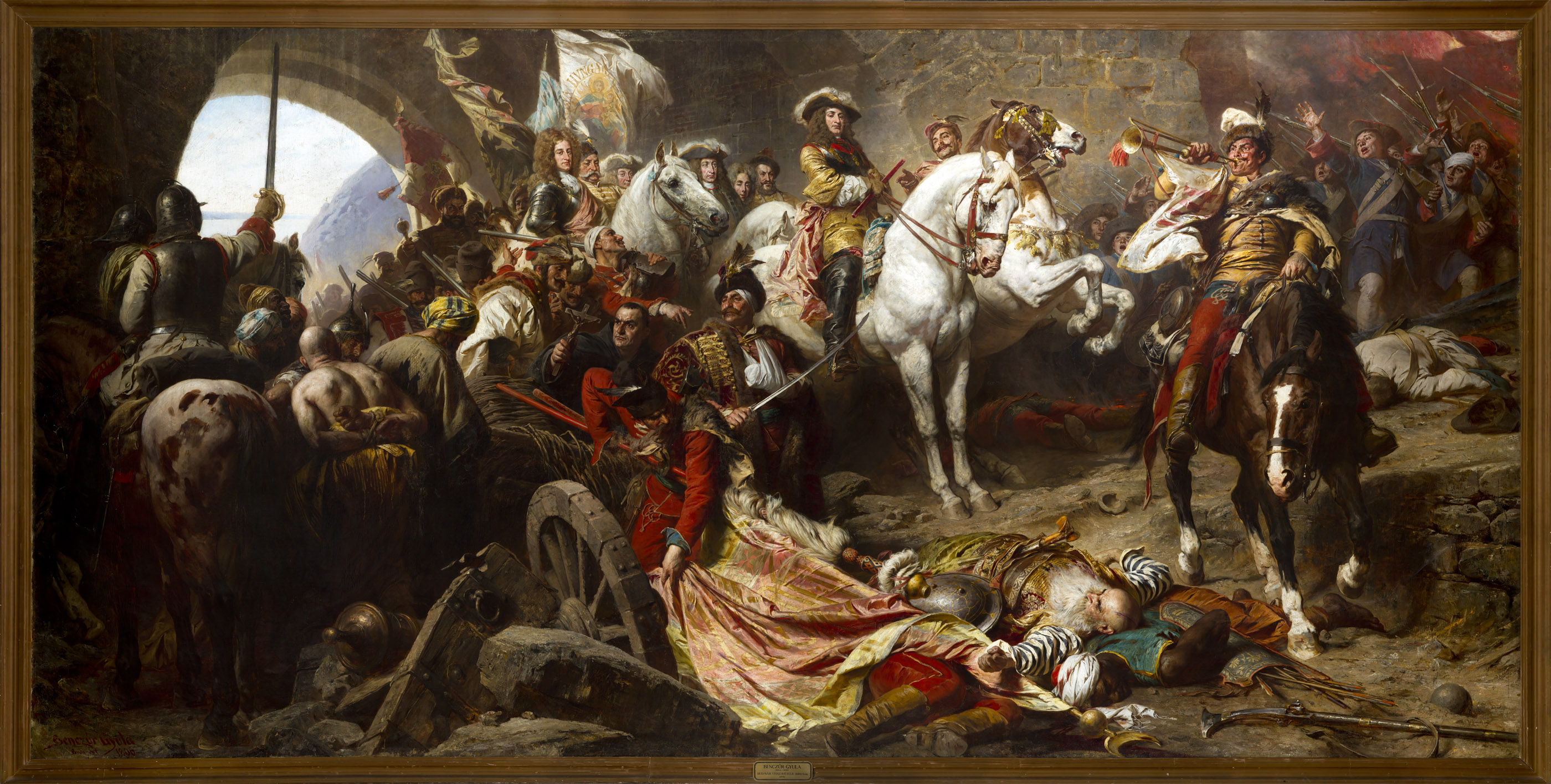
Benczúr Gyula: Budavár visszafoglalása. A lovon Lotaringiai Károly, az előtérben sebesült karral, karddal a kezében Petneházy Dávid huszárezredes

Petneházy ezredes 14–15 000 magyar katonatársával együtt „oroszlánként” küzdött Buda 1686-os visszavételében, amikor a várost 145 évi török uralom után a német-római birodalmi haderő és szövetségesei visszafoglalták a Habsburg császár számára. A véres ostromot a magyar sereg mellett 22 nemzet 61 ezer szövetséges katonája vívta.
A Buda várának visszavétele és az ostrom utolsó eseményének – az utolsó rohamnak – egyik régi nagy kérdése, hogy vajon ki jutott be elsőként a törökök által védett várba. A magyar hagyomány három magyar katonát is említ, Fiáth Jánost, Ramocsaházy Endrét és Petneházy Dávidot. 
A herceg utolsó ostromot akarván tétetni, három felől való irruptiót elrendel, és nagy készülettel az ostromhoz fognak, noha a városból is ugyan emberül forgódának és egynehány ízben visszavágták a németet. Azt meglátván Petneházi, ki azelőtt Thököly ezereskapitánya vala, de ezután a császár hűségére redeála, híres vitéz ember, a magyar hajdúsággal megindul, és a török nem resistálhatván ellene, legelsőbben is a magyarokkal együtt a kőfalakra felmegyen és a városba penetrál. Mely csudálatos vitézi bátorságát látván a német generálok, azt mondják vala egymásnak: – Ez a Petneházi nem ember, hanem oroszlány.
A történetírás tudományos igénnyel próbálta megoldani azt a kérdést, hogy ki volt az az első keresztény katona, aki 1686. szeptember 2-án Buda várának ormára lépett, és kitűzte a keresztények győzelmét hirdető hadilobogót. A különféle történelmi legendák bizonytalanságot keltenek a kérdésben, mert a korabeli források meglehetősen ellentmondásosak. Eörményesi és káránsebesi  Fiáth János, a győri hajdúk őrnagyának elsőségéről Galánthai gróf Esterházy Pál nádor igazoló oklevele tanúskodik. Petneházy Dávid huszárezredes és Ramocsaházy Endre százados elsőségéről egy kortárs, Cserei Mihály erdélyi történetíró írt, habár Petneházy talán részt sem vett a végső rohamban, mert csapatai a pesti parton harcoltak, a bajor Pechmann Márton ezredeshelyettest I. Lipót császár adománylevele alapján tartják elsőnek, egy olasz báró, Michele D’Aste alezredes bátor haditettét - aki a végső roham alatt az elsők között áldozta életét - olasz forrásdokumentumok bizonyítják az utókornak.
Ekkor végre egy magyar vezér, Petneházy Dávid (még egy év előtt Tökölinek legjobb alvezére) a maga hajdúi élén felhatol a várkastély legmagasabb tornyába, s lerántva onnan a török zászlót, kitűzi helyébe a magyar lobogót. A törökök utánarohannak, dühös küzdelem után elnyomják, kötelet kötnek a nyakára, s ugyanazon torony zászlófogó vaskampójára felakasztják. Ámde a hű hajdúk utánatörnek, szétverik kardjaikkal a törököket, s még élve lemetszik felakasztott vezérűket, s újra kitűzik a zászlót.

## Halála
Petneházy Dávid 1686 végén vagy 1687 elején váratlanul meghalt. Ekkor olyan híresztelések terjedtek el, hogy irigyei megmérgezték, de ezt konkrét adatok nem támasztják alá.

## Emléke
Emlékét őrzi a budapesti Petneházyrét nevű városrész. Miskolcon a róla elnevezett Petneházy Dávid utcáról kapta nevét a Petneházy bérházak városrész.
A Szabolcs megyei Petneházán az általános iskola az ő nevét viseli.